# Рівні організації живої матерії
Рі́вні організа́ції живо́ї мате́рії — ієрархічно супідрядні рівні організації біосистем, що відображають рівні їх ускладнення. Найчастіше виділяють шість основних структурних рівнів життя: молекулярний, клітинний, організмовий, популяційно-видовий, біогеоценотичний та біосферний. У типовому випадку кожен з цих рівнів є системою з підсистем нижчого рівня і підсистемою системи вищого рівня. 
Слід підкреслити, що побудова універсального списку рівнів біосистем дотепер була  неможлива. Виділяти окремий рівень організації доцільно в тому випадку, якщо на ньому виникають нові властивості, відсутні у систем нижчого рівня. Наприклад, феномен життя відомий на клітинному рівні, а потенційне безсмертя — на популяційному. При дослідженні різних об'єктів або різних аспектів їх функціонування можуть виділятися різні набори рівнів організації. Наприклад, у одноклітинних організмів клітинний і організменний рівень збігаються. При вивченні проліферації (розмноження) клітин багатоклітинного рівня може бути необхідне виділення окремих тканинного і органного рівнів, оскільки для тканини і для органу можуть бути характерні специфічні механізми регуляції досліджуваного процесу.
Одним із висновків, що випливають із загальної теорії систем є те, що біосистеми різних рівнів можуть бути подібні у своїх істотних властивостях, наприклад, принципах регуляції важливих для їхнього існування параметрів.
Системологія завершує формування біофізики складних систем і факт відкриття первинного системогенезу та ієрархічного полісубстратного системогенезу складають основу рівнів організації біологічних об'єктів.

## Молекулярний рівень організації життя
Це специфічні для живих організмів класи органічних сполук (білки, жири, вуглеводи, нуклеїнові кислоти тощо), їх взаємодія між собою і з неорганічними компонентами, роль в обміні речовин та енергії в організмі, зберіганні спадкової інформації та її передачі. 
Цей рівень можна назвати початковим, найбільш глибинним рівнем організації живого. Кожен живий організм складається із молекул органічних речовин—білків, нуклеїнових кислот, вуглеводів, жирів, які знаходяться в клітинах. Зв'язок між молекулярним і наступним за ним клітинним рівнем забезпечується тим, що молекули — це той матеріал, з якого створені надмолекулярні клітинні структури.
Тільки вивчивши молекулярний рівень можна зрозуміти, як протікали процеси зародження і еволюції життя на нашій планеті, якими є молекулярні основи спадковості і процесів обміну речовин в організмі. Адже саме на молекулярному рівні відбувається перетворення всіх видів енергії і обмін речовин в клітині. Механізми цих процесів також універсальні для всіх живих організмів.

### Компоненти
- Молекули неорганічних і органічних сполук
- Молекулярні комплекси хімічних сполук (мембрана тощо)

### Основні процеси
- Об'єднання молекул в особливі комплекси
- Здійснення фізико-хімічних реакцій в упорядкованому вигляді
- Копіювання ДНК, кодування та передача генетичної інформації

### Науки, що ведуть дослідження на цьому рівні
- Біохімія
- Біофізика
- Молекулярна біологія
- Молекулярна генетика

## Клітинний рівень організації життя
Представлений вільноживучими одноклітинними організмами і клітинами, що входять в багатоклітинні організми.

### Компоненти
- Комплекси молекул хімічних сполук і органели клітини.

### Основні процеси
- Біосинтез, фотосинтез
- Регулювання хімічних реакцій
- Поділ клітини
- Залучення хімічних елементів Землі і енергії Сонця в біосистемі

### Науки, що ведуть дослідження на цьому рівні
- Генна інженерія
- Цитогенетика
- Цитологія
- Ембріологія

## Тканинний рівень організації життя
Тканинний рівень представлений тканинами, що об'єднують клітини певної будови, розмірів, розташування і подібних функцій. Тканини виникли в ході історичного розвитку разом з багатоклітинністю. У багатоклітинних організмів вони утворюються в процесі онтогенезу як наслідок диференціації клітин. У тварин розрізняють кілька типів тканин (епітеліальна, сполучна, м'язова, нервова, а також кров і лімфа). У рослин розрізняють меристематичну, захисну, основну і провідну тканини. На цьому рівні відбувається спеціалізація клітин.
Наукові дисципліни, які здійснюють дослідження на цьому рівні: гістологія.

## Органний рівень організації життя
Органний рівень представлений органами організмів. У найпростіших травлення, дихання, циркуляція речовин, виділення, пересування і розмноження здійснюються за рахунок різних органел. У досконаліших організмів є системи органів. У рослин і тварин органи формуються за рахунок різної кількості тканин. Для хребетних характерна цефалізація, яка захищається в зосередженні найважливіших центрів і органів чуття в голові.

## Організмовий рівень організації життя
Представлений одноклітинними і багатоклітинними організмами рослин, тварин, грибів і бактерій.

### Компоненти
- Клітина — основний структурний компонент організму. З клітин утворені тканини та органи багатоклітинних організмів

### Основні процеси
- Обмін речовин (метаболізм)
- Подразливість
- Розмноження
- Онтогенез
- Нервово-гуморальна регуляція процесів життєдіяльності
- Гомеостаз

### Науки, що ведуть дослідження на цьому рівні
- Анатомія
- Біометрія
- Морфологія
- Фізіологія
- Гістологія

## Популяційно-видовий рівень організації життя
Представлений в природі величезною різноманітністю видів і їх популяцій.

### Компоненти
- Групи споріднених особин, об'єднаних певним генофондом і специфічною взаємодією з навколишнім середовищем

### Основні процеси
1. Генетична своєрідність
2. Взаємодія між особами і популяціями
3. Накопичення елементарних еволюційних перетворень
4. Здійснення мікроеволюції і вироблення адаптацій до змінного середовища

- Видоутворення

1. Збільшення біорізноманіття

### Науки, що ведуть дослідження на цьому рівні
- Генетика популяцій
- Теорія еволюції
- Екологія

## Біогеоценотичний рівень організації життя
Представлений різноманітністю природних і культурних біогеоценозів у всіх середовищах життя.

### Компоненти
- Популяції різних видів
- Фактори середовища
- Харчові мережі, потоки речовин і енергії
- Повітряні фактори

### Основні процеси
- Біохімічний колообіг речовин і потік енергії, що підтримують життя
- Підтримує рівновагу між живими організмами і абіотичним середовищем (гомеостаз)
- Забезпечення живих організмів умовами проживання і ресурсами (їжею та притулком)

### Науки, що ведуть дослідження на цьому рівні
- Біогеографія
- Біогеоценологія
- Екологія

## Біосферний рівень організації життя
Представлений вищою, глобальною формою організації біосистем — біосферою.

### Компоненти
- Біогеоценози
- Антропогенний вплив

### Основні процеси
- Активна взаємодія живих і неживих речовин планети
- Біологічний  колообіг речовин і енергії
- Активна біогеохімічна участь людини у всіх процесах біосфери, її господарська та етнокультурна діяльність

### Науки, що ведуть дослідження на цьому рівні
- Екологія
  - Глобальна екологія
  - Космічна екологія
  - Соціальна екологія